# Luigi I d'Este
Luigi I d'Este (Ferrara, 27 marzo 1594 – Modena, 1º gennaio 1664) è stato un nobile, militare e condottiero italiano.
Luigi I d'Este fin dalla giovane età si destreggiò nei campi di battaglia e qui riuscì a farsi valere ed emergere, elevandosi per coraggio e valore; e alla luce di notevoli meriti, venne investito prima Marchese di Montecchio e successivamente di Scandiano.

## Biografia

### Origini
Terzo figlio del duca Cesare d'Este e di Virginia de' Medici, figlia dell'ex Granduca di Toscana Cosimo I e della moglie morganatica Camilla Martelli, aveva una sorella gemella Laura d'Este moglie di Alessandro I Pico, Principe della Mirandola e Marchese della Concordia.

### Carriera militare e le investiture a marchese
Nel 1613, agli ordini del Marchese Bentivoglio, combatté insieme al fratello, principe ereditario, Alfonso contro i lucchesi, che avevano assalito il territorio della Garfagnana. Nel 1615 fu chiamato al servizio dei veneziani e gli fu affidato il comando di duemila fanti. Nel 1618 passò in Germania al servizio dell'imperatore nelle guerre contro i protestanti. Essendosi alleati i veneziani con la Francia, nel 1628, contro l'imperatore, per la guerra di successione di Mantova, Luigi fu chiamato e stipendiato col grado di generale e fu al comando di tutte le forze militari dello stato. Nel 1636 difese il territorio reggiano dalle aggressioni dei gallo-sardi, che volevano obbligare il duca di Modena e Reggio ad entrare in lega con quella repubblica e col granduca di Toscana, in occasione della guerra dei Barberini. Nel 1638 gli viene conferito il Marchesato di Montecchio. Nel 1643 il duca Francesco I d'Este investe lo zio principe Luigi del Marchesato di Scandiano con facoltà di trasmissione a titolo oneroso ai legittimi eredi. L'investitura del Marchesato dà inizio al ramo cadetto degli Este di Scandiano. Nel 1655 rappresenta il duca Francesco I d'Este a Loreto negli sponsali con Madama Barberini.

### Morte
Muore all'inizio del 1664 nel suo palazzo di Modena.

## Discendenza
Ebbe una figlia illegittima da una donna rimasta sconosciuta:
- Ippolita (1620 ca.-1656), sposa suo zio Borso d’Este (1605-1657).

## Ascendenza
|                     |                           |                                | Genitori                  |  |  | Nonni |  |  | Bisnonni         |  |  | Trisnonni       |  |
|                     |                           |                                |                           |  |  |       |  |  | Alfonso I d'Este |  |  | Ercole I d'Este |  |
|                     |                           |                                |                           |  |  |       |  |  | Alfonso I d'Este |  |  | Ercole I d'Este |  |
|                     |                           | Eleonora d'Aragona             |                           |  |  |       |  |  | Alfonso I d'Este |  |  |                 |  |
| Alfonso d'Este      |                           |                                |                           |  |  |       |  |  | Alfonso I d'Este |  |  |                 |  |
|                     |                           | Laura Dianti                   | Francesco Boccacci Dianti |  |  |       |  |  |                  |  |  |                 |  |
|                     |                           | Laura Dianti                   | Francesco Boccacci Dianti |  |  |       |  |  |                  |  |  |                 |  |
|                     |                           | Laura Dianti                   |                           |  |  |       |  |  |                  |  |  |                 |  |
| Cesare d'Este       |                           | Laura Dianti                   |                           |  |  |       |  |  |                  |  |  |                 |  |
|                     |                           | Francesco Maria I Della Rovere | Giovanni Della Rovere     |  |  |       |  |  |                  |  |  |                 |  |
|                     |                           | Francesco Maria I Della Rovere | Giovanni Della Rovere     |  |  |       |  |  |                  |  |  |                 |  |
|                     |                           | Francesco Maria I Della Rovere | Giovanna da Montefeltro   |  |  |       |  |  |                  |  |  |                 |  |
| Giulia Della Rovere |                           | Francesco Maria I Della Rovere |                           |  |  |       |  |  |                  |  |  |                 |  |
|                     |                           | Eleonora Gonzaga Della Rovere  | Francesco II Gonzaga      |  |  |       |  |  |                  |  |  |                 |  |
|                     |                           | Eleonora Gonzaga Della Rovere  | Francesco II Gonzaga      |  |  |       |  |  |                  |  |  |                 |  |
|                     |                           | Eleonora Gonzaga Della Rovere  | Isabella d'Este           |  |  |       |  |  |                  |  |  |                 |  |
| Luigi I d'Este      |                           | Eleonora Gonzaga Della Rovere  |                           |  |  |       |  |  |                  |  |  |                 |  |
|                     | Giovanni dalle Bande Nere | Giovanni il Popolano           |                           |  |  |       |  |  |                  |  |  |                 |  |
|                     | Giovanni dalle Bande Nere | Giovanni il Popolano           |                           |  |  |       |  |  |                  |  |  |                 |  |
|                     | Giovanni dalle Bande Nere | Caterina Sforza                |                           |  |  |       |  |  |                  |  |  |                 |  |
| Cosimo I de' Medici | Giovanni dalle Bande Nere |                                |                           |  |  |       |  |  |                  |  |  |                 |  |
|                     |                           | Maria Salviati                 | Jacopo Salviati           |  |  |       |  |  |                  |  |  |                 |  |
|                     |                           | Maria Salviati                 | Jacopo Salviati           |  |  |       |  |  |                  |  |  |                 |  |
|                     |                           | Maria Salviati                 | Lucrezia de' Medici       |  |  |       |  |  |                  |  |  |                 |  |
| Virginia de' Medici |                           | Maria Salviati                 |                           |  |  |       |  |  |                  |  |  |                 |  |
|                     |                           | Antonio Martelli               | Domenico Martelli         |  |  |       |  |  |                  |  |  |                 |  |
|                     |                           | Antonio Martelli               | Domenico Martelli         |  |  |       |  |  |                  |  |  |                 |  |
|                     |                           | Antonio Martelli               | Fioretta Pitti            |  |  |       |  |  |                  |  |  |                 |  |
| Camilla Martelli    |                           | Antonio Martelli               |                           |  |  |       |  |  |                  |  |  |                 |  |
|                     |                           | Fiammetta Soderini             | Niccolò Soderini          |  |  |       |  |  |                  |  |  |                 |  |
|                     |                           | Fiammetta Soderini             | Niccolò Soderini          |  |  |       |  |  |                  |  |  |                 |  |
|                     |                           | Fiammetta Soderini             | Maddalena Ricasoli        |  |  |       |  |  |                  |  |  |                 |  |
|                     |                           | Fiammetta Soderini             |                           |  |  |       |  |  |                  |  |  |                 |  |